# Ismail Yakubu
Ismail Yakubu, född 8 april 1985, är en fotbollsspelare som spelar för Merthyr Town på lån från Hayes & Yeading United, där hans främsta position är mittback.
Yakubu spelade tidigare för Barnet FC, en klubb han kom till när han var 11 år gammal. Han debuterade i a-laget som 16-åring och flera klubbar visade då intresse för den unge talangen. Arsenal FC, Chelsea FC, West Ham United FC och Manchester City FC bjöd alla in Yakubu för provspel.
Han var dock Barnet FC trogen och har under en period även varit lagkapten.

## Meriter
- Football Conference: 2005